# Casa Amàlia Soler
La Casa Amàlia Soler és un edifici del municipi de Vilafranca del Penedès (Alt Penedès) protegit com a bé cultural d'interès local. L'habitatge està situat dins del nucli històric i monumental de Vilafranca.

## Descripció
És un habitatge entre mitgeres fent cantonada entre els carrers de Santa Maria i de la Cort. L'accés a l'edifici es fa per una gran porta rectangular situada al carrer de Santa Maria. En conjunt, l'obra s'inscriu dins del corrent eclèctic. Al llarg del temps ha anat perdent la seva funció inicial. Posteriorment allotjà botigues i serveis diversos (dependències de l'Ajuntament, escola, Servei Municipal d'Aigües, Vilafranquesa de Gas, S.A., etc.).
L'edifici és de planta quadrangular i es compon de planta baixa, entresòl, planta pis i golfes sota coberta a tres vessants. L'immoble consta de quatre crugies paral·leles al carrer de la cort i una al carrer de Santa Maria. L'escala és de quatre trams centrals i el celobert es troba adossat a la caixa d'escala. També hi ha unes escales secundàries que donen accés a la planta entresòl des de la planta baixa. Existeix un cos secundari amb terrat accessible des de la planta principal.
Les parets de càrrega són de pedra, paredat comú i totxo. Els forjats són de bigues de fusta i revoltó de rajola. La coberta és de teula àrab amb estructura de fusta i rajola. L'escala és de volta a la catalana.
Les façanes són simètriques i es componen segons cinc eixos verticals. La planta baixa té portals amb llinda, alguns transformats en finestres. La porta principal és al carrer Santa Maria. A l'entresòl hi ha balcons ampitadors. A la planta principal hi ha un balcó fent cantonada de dues obertures i balcons simples a la resta. A les golfes hi ha finestres geminades amb llinda. El parament de la façana presenta bandes horitzontals fins a sota els balcons principals, i cantonera simulada. El coronament de l'edifici és una cornisa i barana amb gelosia.